# Joe McBride
Joe McBride (Glasgow, 1938. június 10. – Glasgow, 2012. július 11.) skót labdarúgócsatár.

## Pályafutása

### Klubcsapatokban
Olyan klubokban játszott, mint a Celtic, a Hibernian, a Motherwell és a Dunfermline Athletic. Termékeny csatár volt, a skót bajnokságban a harmadik legtöbb gólt szerezte a második világháború utáni időszakban.
Az 1965–66-os skót bajnokságban Alex Fergusonnal együtt gólkirályi címet szerzett 31 góllal.

### A válogatottban
1966-ban két mérkőzést játszott a skót válogatottban, Wales és Észak-Írország ellen. Ezeket a mérkőzéseket a Brit házibajnokság részeként játszották, de eredményeik beleszámítottak az 1968-as Európa-bajnokság selejtezőjébe is.

## Sikerei, díjai
Celtic
- Bajnokcsapatok Európa-kupája: 1966–67